# ГЕС Янакачі-Норте
ГЕС Янакачі-Норте (ісп. Yanacachi Norte) — гідроелектростанція у західній частині Болівії, за чотири десятки кілометрів на північний схід від Ла-Паса. Знаходячись після ГЕС Chojlla, становить нижній ступінь у гідровузлі, котрий використовує ресурс із річки Taquesi, правого витоку Rio Tamampaya, котра в свою чергу є лівою притокою Río de la Paz (дренує долину міста Ла-Пас та впадає ліворуч до Бені, лівої твірної Мадейри, яка вже нарешті впадає праворуч до Амазонки).
Вузьку долину Taquesi біля машинного залу ГЕС Chojlla перекрили греблею висотою 32,5 метра, яка утримує резервуар з об'ємом 42 тис. м3. Це дозволяє захопити як відпрацьовану на верхньому ступені гідровузла воду, так і ресурс, що надійшов до Taquesi після водозабору станції Chojlla. З резервуару починається критий канал довжиною 0,4 км, котрий переходить у дериваційний тунель довжиною 3,5 км, прокладений під водорозділом з річкою Unduavi (лівий витік згаданої вище Rio Tamampaya). По виході в долину Unduavi тунель продовжується прокладеним по схилу гори напірним водоводом довжиною 1,3 км з діаметром 1,75 метра.
Основне обладнання станції становить одна турбіна типу Френсіс потужністю 51 МВт, яка працює при напорі у 520 метрів.
Відпрацьована вода потрапляє до Unduavi.
Видача продукції здійснюється по ЛЕП, розрахованій на роботу під напругою 115 кВ.